# Дјуранд (Висконсин)
Дјуранд (енгл. Durand) град је у америчкој савезној држави Висконсин.

## Демографија
По попису из 2010. године број становника је 1.931, што је 37 (-1,9%) становника мање него 2000. године.
| Група             | 2000.         | 2010.         |
| Белци             | 1.945 (98,8%) | 1.886 (97,7%) |
| Афроамериканци    | 3 (0,2%)      | 4 (0,2%)      |
| Азијати           | 3 (0,2%)      | 1 (0,1%)      |
| Хиспаноамериканци | 4 (0,2%)      | 16 (0,8%)     |
| Укупно            | 1.968         | 1.931         |